# Olympiaweg (Amsterdam)
De Olympiaweg is een straat in de Marathonbuurt, onderdeel van de Stadionbuurt in Amsterdam-Zuid en begint naast het Olympiaplein waar de Apollolaan eindigt en loopt in zuidwestelijke richting (schuin ten opzichte van de straten in omliggende buurten) door tot aan de Stadionweg (bij het Stadionplein). Zijstraten zijn de Speerstraat, Theseusstraat, Marathonweg, Simsonstraat, Turnerstraat, Sportstraat en Discusstraat.
De straat kreeg zijn naam in 1922 en werd vernoemd naar Olympia, de gewijde plek in het oude Griekenland waar sinds 776 voor Chr. de klassieke Olympische Spelen werden gehouden. De gemeente Amsterdam en het Nederlands Olympisch Comité waren op dat moment bezig om de Olympische Spelen naar Amsterdam te krijgen. 
Aan de noordwestelijke zijde van de Olympiaweg, tussen de Turnerstraat en de Speerstraat, wordt het straatbeeld bepaald door het monumentale woningbouwcomplex Olympia van woningcorporatie Ymere, ontworpen door architect Jan Gratama. Tussen de Speerstraat en het Olympiaplein bevindt zich de protestantse Willem de Zwijgerkerk. Het kerkgebouw is evenals de huizen in de omgeving in de stijl van de Amsterdamse School gebouwd.

## Tram
Tussen de Turnerstraat en de Stadionweg reed van 1929 tot 2006 tramlijn 24 door de straat, die hier ook zijn eindpunt had. Sinds 2006 rijdt de tram vanaf de Stadionweg door (langs de Olympiaweg) naar het Stadionplein en verder. De tramlus tussen Olympiaweg en Stadionweg werd sindsdien nog incidenteel gebruikt als begin- en eindpunt bij omleidingen. Inmiddels zijn na een aantal zware aanrijdingen en ontsporingen de wissels vastgezet en is de lus vooralsnog niet meer bruikbaar.

## Olympia-
Amsterdam kent nog andere adressen vernoemd naar Olympia:
- Olympiakade, een kade op de zuidelijke oever van het Noorder Amstelkanaal
- Olympiakanaal, een kanaal tussen de plaats waar het Noorder en Zuider Amstelkanaal samenkomen en de Schinkel
- Olympiaplein, zie het artikel
- Olympiastraat, een straatje tussen de -weg en -kade ten oosten van de Willem de Zwijgerkerk met aan de oostkant vier villa's

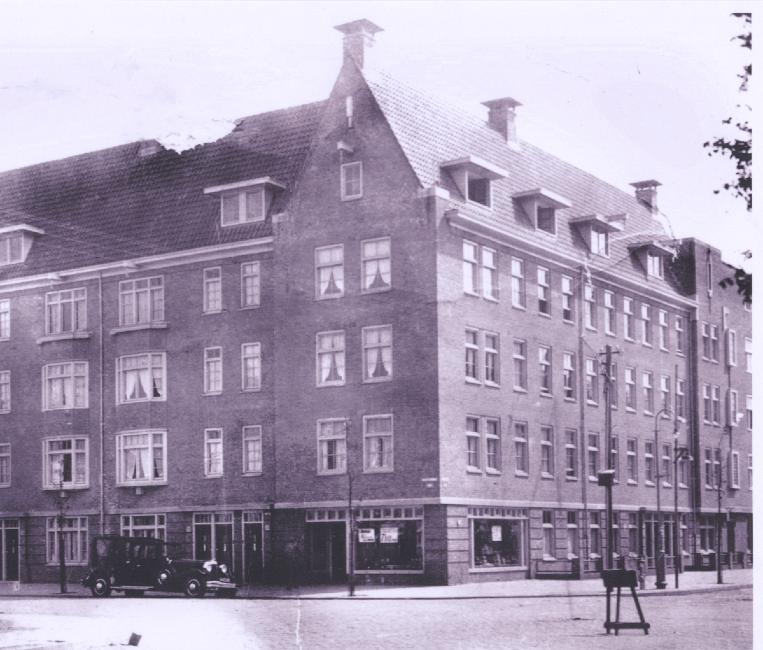
Arbeiderswoningen van woningbouwvereniging Zomers Buiten op de hoek Olympiaweg-Marathonweg.
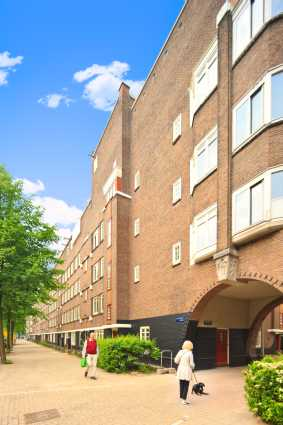
Het Olympia-complex van Ymere aan de Olympiaweg.
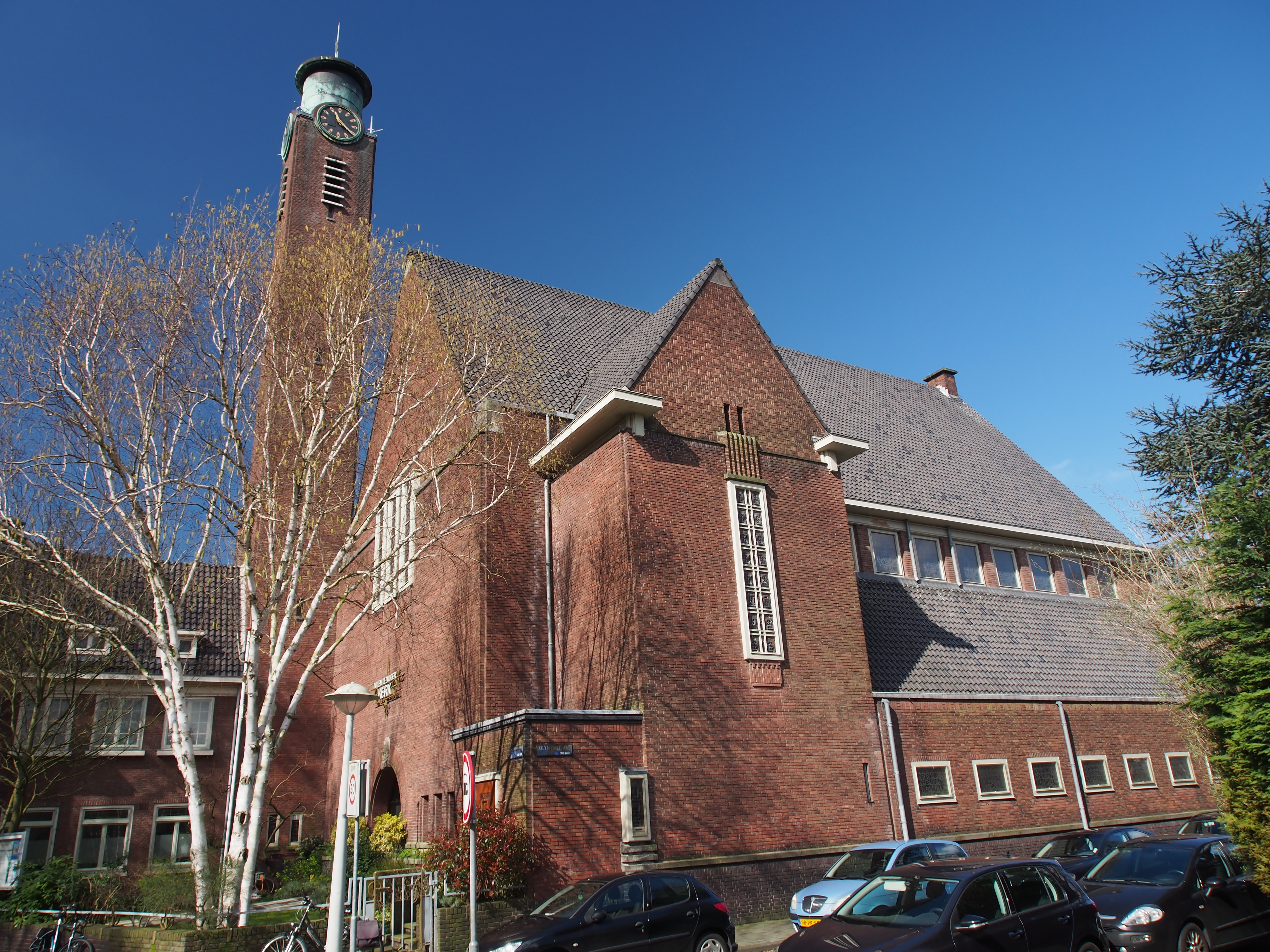
Willem de Zwijgerkerk op de hoek met de Olympiastraat.